# Bill Thomas (homme politique)
William Marshall Thomas dit Bill Thomas, né le 6 décembre 1941 à Wallace, est un homme politique américain, élu républicain de Californie à la Chambre des représentants des États-Unis de 1979 à 2007.